# Arturo Dúo Vital
Arturo Dúo Vital (Castro-Urdiales, Cantabria, 15 de mayo de 1901 - ibidem, 28 de marzo de 1964) fue un director coral, profesor y compositor español.

## Biografía
Arturo Dúo Vital nace en Castro-Urdiales en 1901. Se inicia en los estudios musicales con su hermana Eloísa, quien le enseña solfeo y piano, aunque su vida no parecían ir por ahí, ya que años después comenzaría a trabajar como empleado del Banco de Vizcaya en su ciudad natal. Desde allí se desplazaba a Bilbao para recibir clases de música en la capital vizcaína. En esta época ingresa en la Sociedad Coral de Castro-Urdiales, de la que pronto se convierte en director. Su labor eleva la calidad de la coral, a la que se incorporaran por primera vez mujeres. En 1930 decide abandonar su trabajo y marcha a París para formarse musicalmente con los mejores maestros del momento. Allí ingresa en la École Normale de Musique, donde tiene como maestro de composición a Paul Dukas, junto a Jesús Arambarri y Joaquín Rodrigo, y Wladimir Golschmann le imparte clases de dirección en su domicilio. Allí entra en contacto con las corrientes musicales de vanguardia, gracias al estudio y a la asistencia cotidiana a conciertos, y recibe la influencia de Debussy, Ravel y Stravinski, incluso de Wagner, compositor mal considerado por la intelectualidad musical parisina. Regresa a España en 1932 y se instala en Madrid, donde recibe clases de dirección de orquesta de Enrique Fernández Arbós. En 1934 contrae matrimonio con Ana de la Llosa, a la que siempre sigue en su peregrinaje profesional por España, y con la que tuvo 4 hijos llamados: Ariel, Ruben, Roberto y Mario. Ya que ella es maestra de oposición y tiene numerosos destinos: La Palma, Madrid, Santander o Segovia. En esos lugares pronto ve reconocida su valía profesional, ganándose la vida como compositor, director de coros y de bandas municipales y profesor de música. Durante la guerra civil española es encarcelado (1938) por su filiación republicana, pero pronto es liberado. 
En 1939 obtiene el primer premio de Composición en Bilbao con Seis canciones montañesas para voz y piano. En 1945 se traslada a Villacañas (Toledo) donde fue director de la escuela y la banda municipal de música. En 1947 obtiene el premio del Ayuntamiento de Santa Cruz de Tenerife con Seis canciones españolas para voz y piano. En 1949 es nombrado profesor de solfeo y teoría de la música en el Real Conservatorio Superior de Música de Madrid y en 1956 de armonía y composición en la Escuela Superior de Música Sacra. Fue director artístico de la Sociedad Coral de Castro-Urdiales, de los coros del Teatro Lírico Nacional y del Coro Santo Tomás de Aquino de Madrid. En 1955 consigue el premio Nacional de Música con Sonatina (quinteto para instrumentos de viento). 
Falleció en su localidad natal en 1964 y fue enterrado en su cementerio.

## Composiciones
La labor compositiva de Dúo Vital es muy variada. Entre sus obras figuran numerosas piezas corales, zarzuelas, música de cine, música para documentales y hasta una ópera, siendo quizá la más famosa sus Seis canciones montañesas, para voz y piano. Su primera zarzuela es La princesa gitana (1936), también conocida como La tonadillera, que recrea la vida de La Caramba, una famosa cantante del siglo XVIII. En ella recuperó viejos aires musicales de ese siglo, como boleros, seguidillas, pasacalles o polos. Ya en 1953 compone su otra zarzuela, La fama de Luis Candelas. 
Dentro de la música escénica destaca su incursión en la comedia musical con Se ha perdido una novia, adaptación de una obra de Paul Abraham, más concretamente Roxy und ihr Wunderteam, de ambiente futbolístico y que incluye himnos deportivos cantados por un coro de jugadores. 
En la música para cine destaca la partitura de la película Vuelo 971, junto a numerosas ambientaciones musicales de documentales de televisión, entre los que destaca el Reportaje de la boda de Rainiero y Grace (1956). 
Entre sus obras para orquesta destaca la Suite montañesa (1949); y para grupo de cámara, Trío para flauta violonchelo y piano (1951), Cuarteto en sol (1952) y la famosa Sonatina para quinteto de viento (1955). 
Pero sus obras más conocidas y de mayor calidad musical son las de música coral: El metro de doce, Mañanitas floridas, Date la vuelta (subtitulada Canción-baile montañés a 3 y 4 voces viriles y compuesta durante su encarcelamiento en 1938), Boda sonada, La bella Lola (habanera), etc. 
Todas sus obras corales se inscriben en el movimiento neoclásico, con importantes influencias de Ígor Stravinski y de Francis Poulenc, y se caracterizan por prescindir del criterio de distribución orfeonista de las voces, tratando al coro como un instrumento armónico específico, cuidando aspectos de dicción, articulación vocal y empaste. Por su obra coral es considerado por muchos como el principal representante del regionalismo musical cántabro.
Por último, compone la ópera en tres actos El Campeador (1963), con libreto de Rafael y Guillermo Fernández Shaw, finalizada poco antes de morir.